# Discladium comorense
Discladium comorense là một loài thực vật có hoa trong họ Ochnaceae. Loài này được (Baill.) Tiegh. mô tả khoa học đầu tiên năm 1902.